# Лега, Франсуа

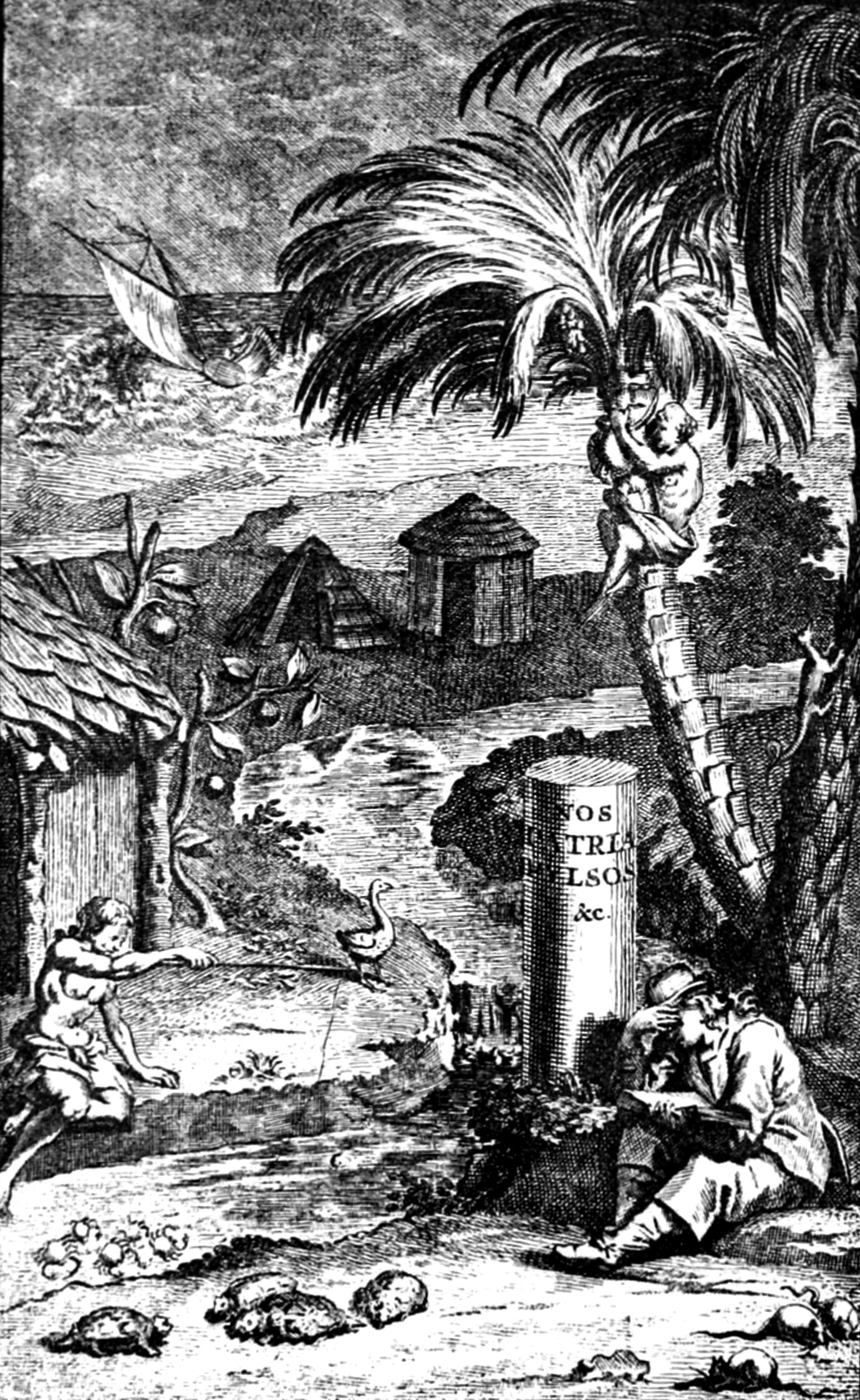
Обложка книги Франсуа Лега, изданной в 1708 году

Франсуа Лега (1637, Сен-Жан-сюр-Вель, Бресс — сентябрь 1735, Лондон) — французский путешественник и естествоиспытатель.
Лега был гугенотом, сбежавшим в 1689 году в Голландию после отмены Нантского эдикта в 1685 году. В 1690 году он отправился по плану Анри Дюкена на корабле «l’Hirondelle» вместе с группой других гугенотов в направлении Индийского океана. Они планировали начать новую жизнь на острове Реюньон, который, как они верили, был покинут французами. Но так как Реюньон был ещё населён французами, они вместо этого высадились на необитаемом острове Родригес.
Через два года они построили корабль и отправились под парусом на Маврикий. Позже Лега вернулся в Европу. В Лондоне он опубликовал в 1708 году рассказ о своих приключениях под заголовком «Voyages et aventures de François Leguat et de ses compagnons en deux isles désertes des Indes orientales», включив в неё свои естественнонаучные наблюдения. В ней были описаны такие виды, как родригесский дронт (Pezophaps solitaria), родригесский ожереловый попугай (Psittacula exsul), а также ящерицы рода Phelsuma, вероятно, Phelsuma gigas и Phelsuma edwardnewtoni.